# ウィリアムズ・FW12
ウィリアムズ・FW12 (Williams FW12) は、ウィリアムズが1988年のF1世界選手権参戦用に開発したフォーミュラ1カー。アクティブサスペンション搭載を前提として、パトリック・ヘッドが設計した。1989年にはFW12Cを使用した。

## 概要

### 背景

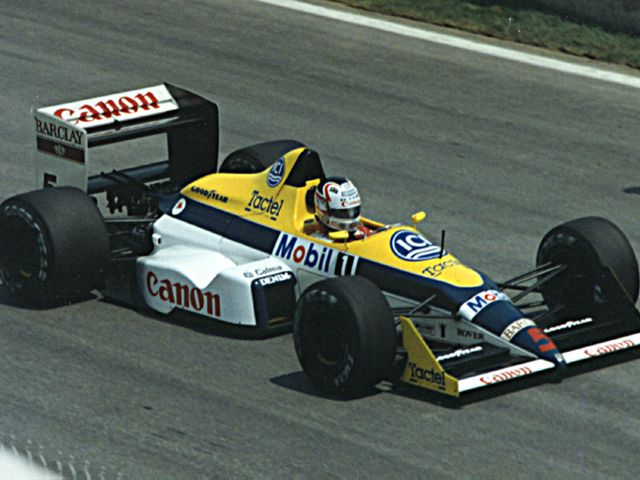
カナダGPにてマンセルがドライブするFW12。改修前のサイドポンツーンは上方排気型、サスペンションはプッシュロッド。

1987年9月にイタリアGP会場にてホンダがウィリアムズへのエンジン供給打切りを発表した。契約を1年早く打ち切られてしまったウィリアムズは、予定していたホンダ製ターボエンジンの供給を受けられなくなった。すでに1989年から国際自動車連盟（FIA）によるレギュレーション改定によりターボエンジンが禁止されることが決定していたため、チームは1年前倒しで1988年から自然吸気エンジンの搭載を決断。エンジンデベロップメント社（ジャッド）が供給を開始するV型8気筒3,500cc自然吸気 (NA) エンジン「ジャッド・CV」を搭載することになった。ジャッドのエンジンはもともとホンダ製F3000エンジンを原型にしたものであり、それまではホンダが鋳造したシリンダーブロックを使用していたが、CVからは全面的にジャッド側が制作するようになった。ホンダは後年にウィリアムズがジャッドCVの供給を受けるため必要とした費用を肩代わりしたことを認めている。ターボ過給エンジンには前年よりさらに厳しい燃費・過給圧制限が設けられたとはいえ、それでも同年のエンジン勢力の中で自然吸気3.5Lエンジンは非力であり、特に強力なホンダ・ターボエンジンの力を享受してきたウィリアムズは立場が大きく変わった中でターボ勢に対するハンディを克服するマシンづくりを強いられた。こうしたエンジンでの大きな混乱の中、パトリック・ヘッドが1988年シーズンのために設計したのがFW12である。

### 開発
ウィリアムズがNAエンジンの非力さを補完する切り札として搭載したのが、開発を続けてきたアクティブサスペンションであった。前年シーズン終盤戦にFW11Bのリヤサスペンションにライドハイトコントロールを搭載し、イタリアGPでネルソン・ピケが優勝するなど好結果を残していた。1987年から1988年にかけてのシーズンオフ、ジャン＝ルイ・シュレッサーをテストドライバーとしてFW11BのモノコックにジャッドCVを載せ、アクティブサスペンション機構も搭載した暫定テストマシンFW11Cを製作し可能性を探り、これをドライブしたナイジェル・マンセル、リカルド・パトレーゼもアクティブサスペンションに対して良い評価を与えたため、ヘッドはFW12を思い切って従来のパッシブサスペンションを考慮しないフルアクティブサスペンション専用車として設計することにした。しかしレースではアクティブサスペンションのトラブルが多発し、第8戦イギリスGPの期間中にアクティブサスペンションは放棄された。ただし、フロントサスペンションは通常のコイルスプリングを収めるスペースが無かったため、その対策案が出来るまでの間はコイルスプリング式ダンパーではなくラバースプリング内蔵の超小型ショックアブソーバーを応急で採用した。第15戦日本GPでは新シャシー(5号車)が投入された。この車両には通常のコイルスプリングを採用したフロントサスペンションがモノコック内に垂直に取り付けられ、同時にサスペンション形式がプッシュロッドからプルロッドに変更されるという大きな変更が加えられた。
ガソリンタンクは、NAエンジンとなったことによりFW11よりもかなり小さくまとめられ、タンク上（ロールオーバー・バーの下）にはザイテック製のECUが置かれた。ドライバーの頭上を守るロールオーバー・バーは別体式で、モノコックに多数のボルト留めで強度を確保する形で装着。これはFW11から継承された方式だった。
FW12の外見上の大きな特徴は独特のサイドポンツーンで、ラジエーターの排熱のため上面に大きくアウトレットの口が開いていた。後部のコークボトル形状は弱められ、サイドポンツーン上部からディフューザーに空気を送り込む意図であった。サイド形状は他にもいくつかの形状が試されたが、パトリック・ヘッドも後に空力性能ではライバルに後れを取っていたと発言している。初期テスト直後から慢性的なオーバーヒートに悩まされた結果、シーズン終盤は側面に排熱口のある通常のタイプに変更された。
フロントノーズは前年にベネトンのロリー・バーンが先鞭をつけた細いニードルノーズが設計に取り入れられたが、その絞り込みは同年に同じジャッドV8を搭載したライバル、エイドリアン・ニューウェイのマーチ・881などに比べるとまだ甘かった。その理由はヘッドがマンセルからの注文もありドライバーの居住性をまだかなり重視しており、コクピットタブの広さを確保したためだった。フロントウィング翼端板の下部は折り曲げられており。後のヴォルテックスジェネレータへとつながる発想が盛り込まれた。

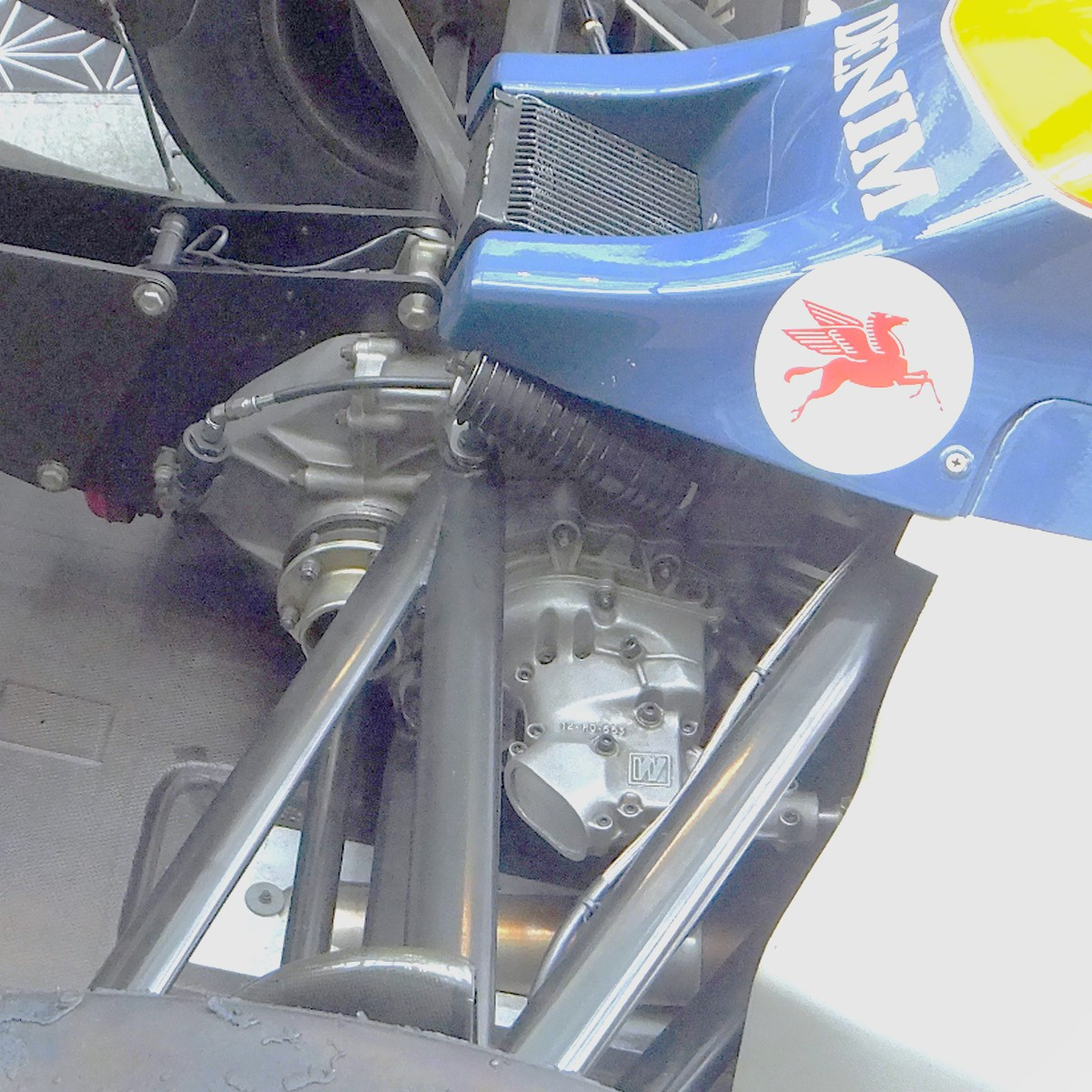
FW12のトランスミッション部

新設計の6速・横置きトランスミッションはエンリケ・スカラブローニが設計。ディフューザーのアップスウィープのデザインに干渉しないよう、前後長を短くできる横置きが考案され、リヤアクスルの前方に設置された。これによりディフューザーの設計自由度が高まると知った他チームのデザイナーがコピーしはじめ、FW12以後1996年頃までF1で横置きトランスミッションが流行することになった。ミッションケースの上にはオイルリザーバータンクがあり、デフの上にはオイルクーラーを配置した。
超高速コースであるホッケンハイムリンクで開催の第9戦ドイツGPでは、ロードラッグ仕様のエアロパッケージが投入された。リアウイングは下段フラップのみ、翼端版全高が後輪タイヤと同等に抑えられた非常に小さなもので、頭上のインダクションポッドをなくし、エンジンカバーにメッシュの吸気口を設けていた。しかしこの仕様は予選に出走しただけで、以後は使用されなかった。
FW12は、1号車から5号車までの5台が実戦投入された。

### 1988年シーズン
設計でのヘッドの狙いは「コンパクトで軽量なマシン」でありこれは実現されていたが、シーズン序盤は特にアクティブサスペンションとジャッドエンジンのオーバーヒートの二重苦が足を引っ張った。設計当初からオーバーヒート対策は織り込まれており、ラジエーター表面積は拡大され、ターボ一式やその補器類が必要無くなったため自由度が増したサイドポンツーンの大半は、そのラジエーターと上方に開けられた放熱用アウトレットに使われた。しかしそれでもジャッドエンジンを冷やすには全く追い付かなかった。ジャッドとウィリアムズのコミュニケーション不足によりFW12の冷却容量が小さすぎたことが原因であった。
ホンダ・ターボに替わって搭載されたジャッドV8エンジンの戦闘力が未知数だった中、開幕前の合同テストからマンセルは良いラップタイムを記録していた。開幕戦ブラジルまでに3台のFW12を完成させてリオ・デ・ジャネイロに送り込んだ。マンセルはマクラーレン・ホンダのアイルトン・セナに次ぐ予選2位を獲得し幸先のよいスタートを切ったが、結局ジャッドエンジン関連のトラブルが以後多発し、決勝レースにおける完走率が極めて低かった。FW12はひどいオーバーヒートと、アクティブサスペンションの作動不良に見舞われ続ける。オーバーヒートはジャッドV8ユーザー共通で発生していたが、ウィリアムズのそれはマーチ・881やリジェで発症した症状よりひどく、以後のグランプリでは冷却系にあらゆる手を加えられオーバーヒート対策が講じられた。しかしアクティブサスペンションの問題は解決に時間が掛かりそうであった。パトレーゼはモナコGPで6位で完走しシーズン初ポイント獲得に成功したが、完走が無くマシントラブルによるリタイヤばかりだったマンセルはシーズン半ばにしてモチベーションを失うと、FW12を「バッドカーだ」とマスコミに話すようになってしまい、チームから箝口令を敷かれる始末だった。
6月、第6戦カナダGPにてチームは翌年からF1にエンジン供給で復帰するルノーのV10エンジン搭載決定を発表し、ジャッドエンジンは1年のみの使用となる事を発表した。第7戦フランスGPではアクティブサスペンションが異常作動した影響でサスペンションアームが変形するという事態が発生。これがとどめとなりついにチーム首脳はアクティブサスペンションを諦める決断をした。しかしヘッドの方針でFW12をアクティブサスペンション専用設計にした事が裏目となり、特にフロントサスペンションに関してはパッシブ化することが困難を極めた。
マンセルは第8戦イギリスGPの始まる木曜日に翌年のフェラーリ移籍を発表。ウィリアムズはその直後にマンセルの抜けた穴にベネトンで連続表彰台を記録しランキング4位につけていたティエリー・ブーツェンの獲得を発表した。その同じ時にウィリアムズのピットでは3台のFW12のアクティブサスペンションを外しパッシブサスペンションに改造する真っ最中であった。その作業は木曜の午後2時から始められ、予選1日目と2日目の間に夜を徹して続けられ、およそ18時間を要す大手術となった。ヘッドと部下のエンジニアたちはアクティブのアクチュエーターの代わりに従来のダンパーをどう収めるか考え続け、予選が既に始まっていた土曜日の早朝にぎりぎりでパッシブ化を間に合わせた。
フロントサスペンションはプッシュロッドが継続され、アクティブサスペンションではアクチュエータが置かれていたスペースにダンパーを置くしかなかったが、そのスペースの問題でコイルスプリング式ダンパーを使うことが出来ず、代わりにラバースプリング内蔵の超小型ショックアブソーバーを採用、モノコック内部のステアリング・ラックの周囲にショックアブソーバーと別体式のガス室を配置した。フロントサスペンションはこうして急造されたものだが、リヤサスペンションは開幕前テストで製作されたテスト車両FW11Cから流用された。マンセルはサスペンションをパッシブ化しただけでシルバーストンのラップタイムを1.5秒縮め「たしかにマシンのパフォーマンスは上がった」とコメントした。予選ではパッシブ化改造が1台しか間に合わなかったため、パトレーゼは予選を元のサスペンション仕様のままで走った。マンセルは雨の決勝レースで2位表彰台を獲得。雨になったためオーバーヒートの症状が出なかったことも幸いした結果だったが、アクティブ・サスペンションを外したとたんに得た好結果となった。
アクティブサスペンションを取り外したFW12はそこから調子を取り戻した。マンセルは8月後半に水疱瘡に罹患したため2レースで欠場し、ベルギーGPではマーティン・ブランドル、イタリアGPではジャン＝ルイ・シュレッサーが代役として出走した。1号車はイタリアGPで代役出走のシュレッサーが決勝レースで使用した後、第13戦ポルトガルGPで復帰したマンセルはそれまでTカーとなっていた2号車を実戦使用することになった（1号車のモノコックが金属疲労とイタリアでのマクラーレンとの接触事故により剛性が落ちたと判断されたため）。マンセルはツイスティなヘレス・サーキットで行われた第14戦スペインGPでも2位となったが、この2レース以外はすべてリタイアという極端な年となった。パトレーゼも終盤3戦連続でポイントを獲得するが、ウィリアムズとしては1978年以来10年ぶりのシーズン未勝利となってしまった。
シーズンも終盤となった第15戦日本GPには4号車と、新しく完成したばかりの5号車がマンセルのTカーとして搬入された。5号車からは製作当初からパッシブサスペンション車として製作されており、フロントサスペンション構造がプルロッドへと根本から変えられていた。この仕様はFW12Bとして分類され、翌1989年仕様の先行開発の一環でもあった。コイルスプリング式ダンパーユニットをドライバーの脚の前、モノコックタブ両側に2本垂直配置してプルロッド方式で圧縮するレイアウトとなり、アッパーアームのモノコックへの取り付けピポット位置は従来の物より前後方向に幅が広げられ、ジオメトリーが見直された。ステアリングラックもダンパー後方にあったものがサスペンションアームの最前部へと配置を変更。特徴的だったサイドポンツーン上方のアウトレットも廃止され、側面にラジエーターアウトレットを設けたオーソドックスなラジエーター配置に戻された。予選初日にこの仕様を試したマンセルが「ステアリングが重く、軽快なハンドリングワークが出来ない」と印象を述べたため同GPではそれ以上試されなかったが、最終戦オーストラリアGPでは実戦でも使用された。
最終戦の前にはFW12（ラジエーター配置とサイドポッドが初期型の仕様）にルノーV10エンジンを搭載したテスト用車両・FW12Rのテストがポール・リカール・サーキットにてパトレーゼとシュレッサーにより重ねられ、結果的に1989年シーズン終盤まで実戦使用することになるFW12Cのベースとなった。
FW12は最終的に6基のモノコックタブが制作されたが、6号車は実戦には現れずにルノーV10エンジンを搭載してそのままFW12Cとなった。FW12としてレースで使用したものでも、フロントサスペンションおよびバルクヘッドに大改修を受け、ルノーV10へとエンジンを載せ換えてFW12Cへと生まれ変わったものが存在する(FW12-1は判明)。Cスペックへの改造を受けたシャシーはフロントサスペンションが全てパッシブのプルロッドへと改められている。1989年開幕戦ではブーツェンに6号車、パトレーゼに7号車が与えられ、Tカーに持ち込まれたのはCスペックに改修された1号車だった。1989年9月のFW13投入までにFW12Cは10号車までが作られ、初号機からCスペックまで連番のシャシーナンバーが与えられていた。
1988年に使用したエンジンは基本ジャッドへと返却され、リビルドされたあと翌1989シーズンにロータスへと送られる段取りになっていたが、即可動可能な1基をウィリアムズへと残し、ルノーエンジンの台数が揃うまでアクティブサスペンションのテスト用として使用されたほか、もう1-2基が展示車両用にウィリアムズに残された。
12月のヘレス合同テストでまだジャッドV8を載せていたFW12（1988年最終戦で使ったフロントサスペンションがプルロッド仕様）を初ドライブしたブーツェンは、「僕がベネトンで乗っていたDFRのB188と同じV8エンジンであるジャッドCVを直接比較できるので興味深かった。回転数はDFRの方がジャッドよりも上まで回るようだけど、それ以外の点ではほとんど差が無いように感じた。FW12のシャシーの出来は良いよ。B188よりもちょっと神経質な面があるけど、グリップ力は優れてるね。」と感想を述べた。

### スペック

#### シャーシ
- シャーシ名 FW12
- ホイールベース 2,743 mm
- 前トレッド 1,816 mm
- 後トレッド 1,674 mm
- クラッチ AP
- ブレーキキャリパー AP
- ブレーキディスク・パッド SEP
- ホイール フォンドメタル
- タイヤ グッドイヤー
- 車体重量 500kg

#### エンジン
- エンジン名 ジャッドCV
- 気筒数・角度 V型8気筒・90度
- 排気量 3,496cc
- 最高回転数 12,000回転
- 最大馬力 600馬力
- スパークプラグ チャンピオン
- 燃料・潤滑油 モービル

### 記録(1988年)
| 年   | No. | ドライバー   | 1   | 2   | 3   | 4   | 5   | 6   | 7   | 8   | 9   | 10  | 11  | 12  | 13  | 14  | 15  | 16  | ポイント | ランキング |
| 年   | No. | ドライバー   | BRA | SMR | MON | MEX | CAN | DET | FRA | GBR | GER | HUN | BEL | ITA | POR | ESP | JPN | AUS | ポイント | ランキング |
| ---- | --- | ------------ | --- | --- | --- | --- | --- | --- | --- | --- | --- | --- | --- | --- | --- | --- | --- | --- | -------- | ---------- |
| 1988 | 5   | マンセル     | Ret | Ret | Ret | Ret | Ret | Ret | Ret | 2   | Ret | Ret |     |     | Ret | 2   | Ret | Ret | 20       | 7位        |
| 1988 | 5   | ブランドル   |     |     |     |     |     |     |     |     |     |     | 7   |     |     |     |     |     | 20       | 7位        |
| 1988 | 5   | シュレッサー |     |     |     |     |     |     |     |     |     |     |     | 11  |     |     |     |     | 20       | 7位        |
| 1988 | 6   | パトレーゼ   | Ret | 13  | 6   | Ret | Ret | Ret | Ret | 8   | Ret | 6   | Ret | 7   | Ret | 5   | 6   | 4   | 20       | 7位        |

## FW12C

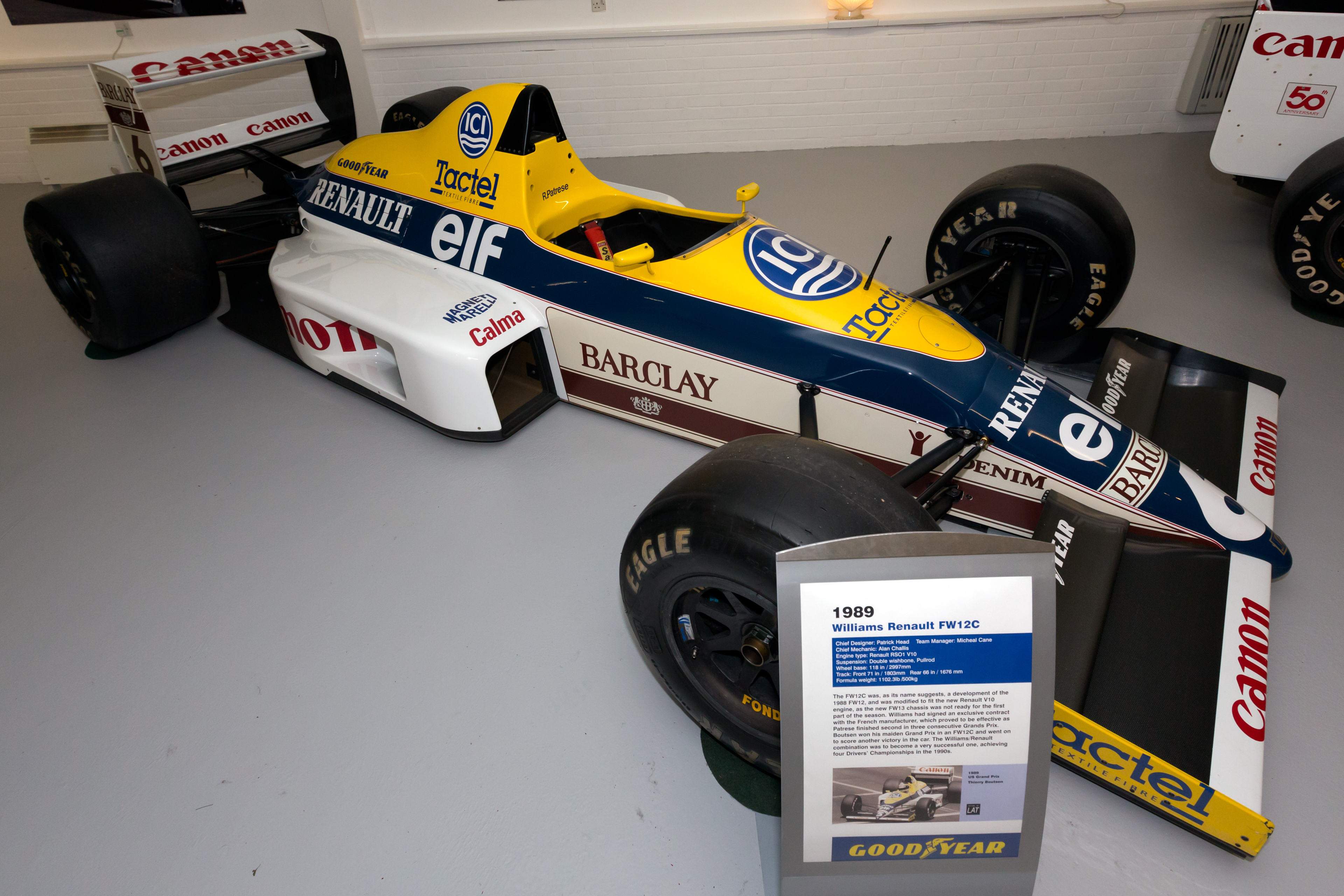
FW12C（ドニントン・グランプリコレクション所蔵）

前年のジャッドエンジンを使用していたチームは、1989年よりエンジンサプライヤーとして復帰したルノーとジョイントし、V型10気筒3500cc自然吸気エンジンを搭載した。レギュレーションの大幅な変更により自然吸気に一本化されたこの年、V10レイアウトを選択したのはマクラーレンが搭載するホンダエンジンとルノーエンジンのみだった。FW12Cのベースは前年第15戦日本GPにTカーとして持ち込まれた新造車FW12-5(Bスペック)で、フロントサスペンションのダンパー/スプリングはモノコック内に垂直に収められていた。後継のルノーV10専用設計であるFW13が登場するまでのつなぎとして、1989年開幕戦からFW12Cが投入された。ヘッドによるとFW13は当初2月の完成を目論んでいたが、ルノーエンジンを搭載した暫定仕様のFW12R（後のFW12C）に乗ったドライバーの評価が高かったこともあり完成が急がれなかった。ブーツェンによると「計画では1989年の最初の2戦くらいまでFW12R(C)を走らせて、その間にヘッドがFW13の最終的な設計作業をすることになっていたが、ウィリアムズ・チームのやり方は常に極めて堅実なんだ。確実に旧型車を上回るものでなければ投入しないという事は徹底された。リスクを取るようなまねはしなかった」と述べている。
結局、9月の第12戦イタリアGPまでFW12Cが使用された。第13戦でFW13が登場した後も第14戦スペインGPまでスペアカーとして使われた。第14戦ではリカルド・パトレーゼが走行中にフロントノーズが脱落してしまうなど初期特有のマイナートラブルが多く出たFW13の実戦使用を嫌い、FW12Cで出走している。

### 1989年シーズン
ルノーエンジンとのマッチングも良く、エンジンの信頼性・戦闘力共に高まっておりシーズン序盤戦から堅実な成績を収めた。開幕戦ブラジルGPではパトレーゼが「ピットでのタイヤ交換失敗が無ければ優勝だってあったんだ。」と悔しさを露わにするなど、優勝も現実的な目標であった。第6戦カナダGPではワンツーフィニッシュを果たし、ブーツェンがF1参戦95戦目で初優勝を達成した。パトレーゼは4戦連続表彰台に立ち、第10戦ハンガリーGPではポールポジションからリタイアするまでトップを快走した。

### スペック

#### シャーシ
- シャーシ名 FW12C
- ホイールベース 2,997 mm
- 前トレッド 1,803 mm
- 後トレッド 1,674 mm
- クラッチ AP
- ブレーキキャリパー AP
- ブレーキディスク・パッド カーボンインダストリー
- ホイール フォンドメタル
- タイヤ グッドイヤー
- ダンパー ペンスキー・ウィリアムズF1
- 車体重量 500kg

#### エンジン
- エンジン名 ルノーRS1
- 気筒数・角度 V型10気筒・67度
- 排気量 3,493cc
- 最大馬力 650馬力
- スパークプラグ チャンピオン
- 燃料・潤滑油 エルフ

### 記録(1989年)
| 年   | No. | ドライバー | 1   | 2   | 3   | 4   | 5   | 6   | 7   | 8   | 9   | 10  | 11  | 12  | 13  | 14  | 15  | 16  | ポイント | ランキング |
| 年   | No. | ドライバー | BRA | SMR | MON | MEX | USA | CAN | FRA | GBR | GER | HUN | BEL | ITA | POR | ESP | JPN | AUS | ポイント | ランキング |
| ---- | --- | ---------- | --- | --- | --- | --- | --- | --- | --- | --- | --- | --- | --- | --- | --- | --- | --- | --- | -------- | ---------- |
| 1989 | 5   | ブーツェン | Ret | 4   | 10  | Ret | 6   | 1   | Ret | 10  | Ret | 3   | 4   | 3   |     |     |     |     | 77       | 2位        |
| 1989 | 6   | パトレーゼ | Ret | Ret | 15  | 2   | 2   | 2   | 3   | Ret | 4   | Ret | Ret | 4   |     | 5   |     |     | 77       | 2位        |

- 太字はポールポジション、斜字はファステストラップ。(key)